# Brit Van Hoof
Pour les articles homonymes, voir Van Hoof.
Brit Van Hoof, née le 13 décembre 1986, est une actrice belge d'expression flamande.

## Biographie
Brit Van Hoof tient un rôle dans les longs métrages Mixed Kebab de Guy Lee Thys, Brasserie romantique de Joël Vanhoebrouck et Le Traitement de Hans Herbots ainsi que dans les séries télévisées Vermist et Connie en Clyde.
Elle joue et chante dans ZMRMN, une pièce de jeunesse du théâtre Froe Froe. En 2011, elle joue avec Pieter Thys la représentation musicale The Tale of Pebbles & Riverman au festival Theater Aan Zee (nl) à Ostende.

## Affaire Depardieu
Le 19 décembre 2023, en pleine affaire Depardieu, l'actrice annonce avoir subi une agression sexuelle de la part de Gérard Depadieu en 2014. 

## Filmographie partielle
- 2011 : Urgence disparitions (Vermist), épisode Angela Van Poucke : Angela (série télévisée)
- 2012 : You Will Find It : collègue du supermarché (court métrage)
- 2012 : Brasserie romantique de Joël Vanhoebrouck : l'amie du Norvégien
- 2012 : Mixed Kebab : chirurgien
- 2013 : Connie en Clyde, épisode Gyn & Tonic réalisé par Guy Goossens (série télévisée)
- 2014 : Le Traitement (De Behandeling) de Hans Herbots : Cindy Simons
- 2015 : Belgica de Felix Van Groeningen (en production)